# Сіньял-Чурачики
Сінья́л-Чурачики (рос. Синьял-Чурачики, чув. Çĕньял Чурачăк) — присілок у складі Чебоксарського району Чувашії, Росія. Входить до складу Ішлейського сільського поселення.
Населення — 122 особи (2010; 123 у 2002).
Національний склад:
- чуваші — 97 %